# Tiểu Nga

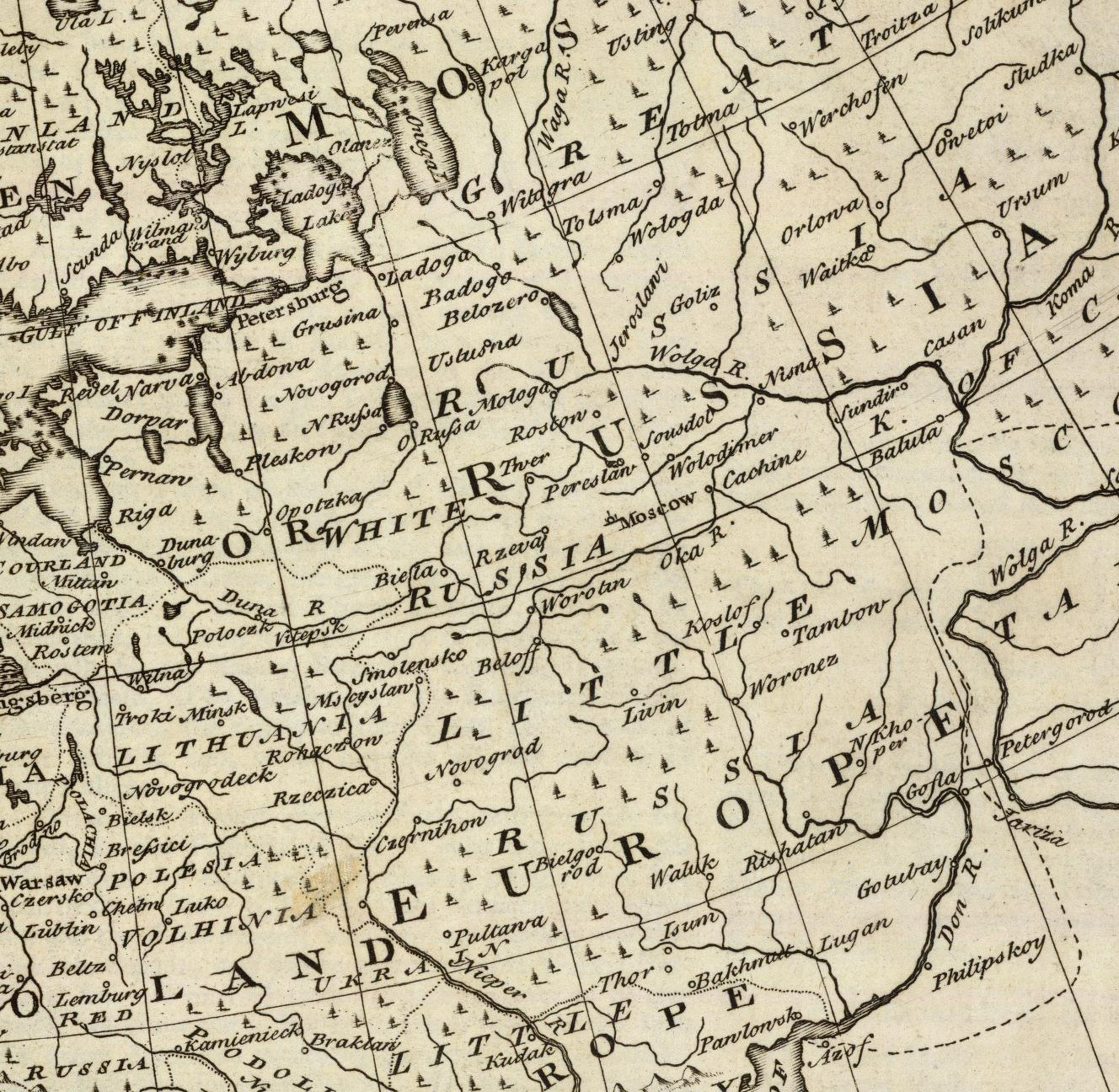
Một phần của bộ bản đồ gồm "những bản đồ mới và chính xác về châu Âu được sưu tập từ những nguồn đáng tin cậy nhất" do Emanuel Bowen xuất bản năm 1747 trong tác phẩm Một hệ thống hoàn chỉnh về địa lý. Khu vực Ukraina tả ngạn được giới thiệu với cái tên "Tiểu Nga" trong bản đồ. Các khu vực Đại Nga, Bạch Nga và Hồng Nga cũng được thể hiện trong bản đổ. Dòng chữ chú thích "Ukrain" nằm dọc trên sông Dnepr gần Poltava.

Tiểu Nga hay Tiểu Rus’ (tiếng Nga: Малая Россия hay Малая Русь; tiếng Ukraina: Мала Русь) là một vùng đất lịch sử mà ngày nay là một phần lãnh thổ của Ukraina. Các từ phái sinh như малоросский thường được dùng để ám chỉ người dân, ngôn ngữ và văn hóa của khu vực này. Sau khi Đế quốc Nga (1917) sụp đổ và kéo theo đó là sự hợp nhất của các vùng lãnh thổ của Ukraina dưới một đơn vị hành chính thống nhất, danh từ "Tiểu Nga" dần dần không còn được sử dụng, hoặc khi sử dụng thì nó thường mang sắc thái xúc phạm, miệt thị người Ukraina vì nó hạ thấp tinh thần, ý thức dân tộc của Ukraina. Tuy nhiên thuật ngữ này vẫn thịnh hành trong cộng đồng những người theo phái bảo hoàng hoặc những nhà dân tộc chủ nghĩa Nga vốn cho rằng người Nga và người Ukraina không có gì khác nhau đáng kể. Vì dân tộc và đất nước Ukraina đã trải qua quá trình gầy dựng suốt nhiều thế kỷ, cái tên Tiểu Nga - dù là dùng để ám chỉ một giai đoạn lịch sử trong quá khứ - cũng có thể tạm được xem là một trong những tên gọi của Ukraina. Hiện nay thuật ngữ này đã trở nên ít phổ biến, và những cách dùng từ lỗi thời như vậy thì thường mang nghĩa xúc phạm đối với người Ukraina vì nó thường mang ý nghĩa phủ nhận nền độc lập của dân tộc này.

## Từ nguyên
Cái từ Tiểu Nga (Little Rus’ hay Lesser Rus’ bắt nguồn từ cách gọi trong ngôn ngữ Hy Lạp thời Trung đại. Vào thời ấy, Đế quốc Đông La Mã gọi phần phía Bắc và phía Nam của vùng Rus’ là: Μακρά Ρωσία (Makra Rosia - Đại Nga) và Μικρά Ρωσία (Mikra Rosia - Tiểu Nga), Ở đây Tiểu không hàm ý nhỏ mà hàm ý là gần, tương tự như cách gọi Tiểu Á hay Tiểu Ba Lan (Malopolska).
Oleg Nikolayevich Trubachyov lập luận rằng Tiểu Nga đối ngược với Đại Nga ở chỗ là Đại Nga là vùng đất ở phía ngoài, vùng đất "mới" của Nga. Đại ở đây hiểu là vùng đất bên ngoài, vùng "mới".
Đồng thời, theo quan niệm địa-chính trị của người Hy Lạp, Tiểu (Little hay Lesser) cũng bao hàm nghĩa Trung tâm, còn Đại (Greater) ám chỉ các thuộc địa rộng lớn chung quanh. Nước Nga Kiev ngày xưa từng là một quốc gia hùng mạnh và rộng lớn, cái nôi của các quốc gia Ukraina, Nga và Belarus ngày nay. Và vì kinh đô của nước Nga Kiev xưa chính là thành Kiev - thủ đô hiện tại của Ukraina - và là một trong những thành phố cổ nhất Đông Âu, những vùng đất xung quanh thành phố này - tương ứng với Ukraina hiện nay - được gọi là Tiểu Nga.
Vào thế kỷ thứ mười bảy, từ Tiểu Nga (Malorossiya) bắt đầu du nhập vào nước Nga. Từ này có thể có nghĩa là Tiểu Nga hay Tiểu Rus tùy theo ngữ cảnh.

## Nguồn gốc lịch sử

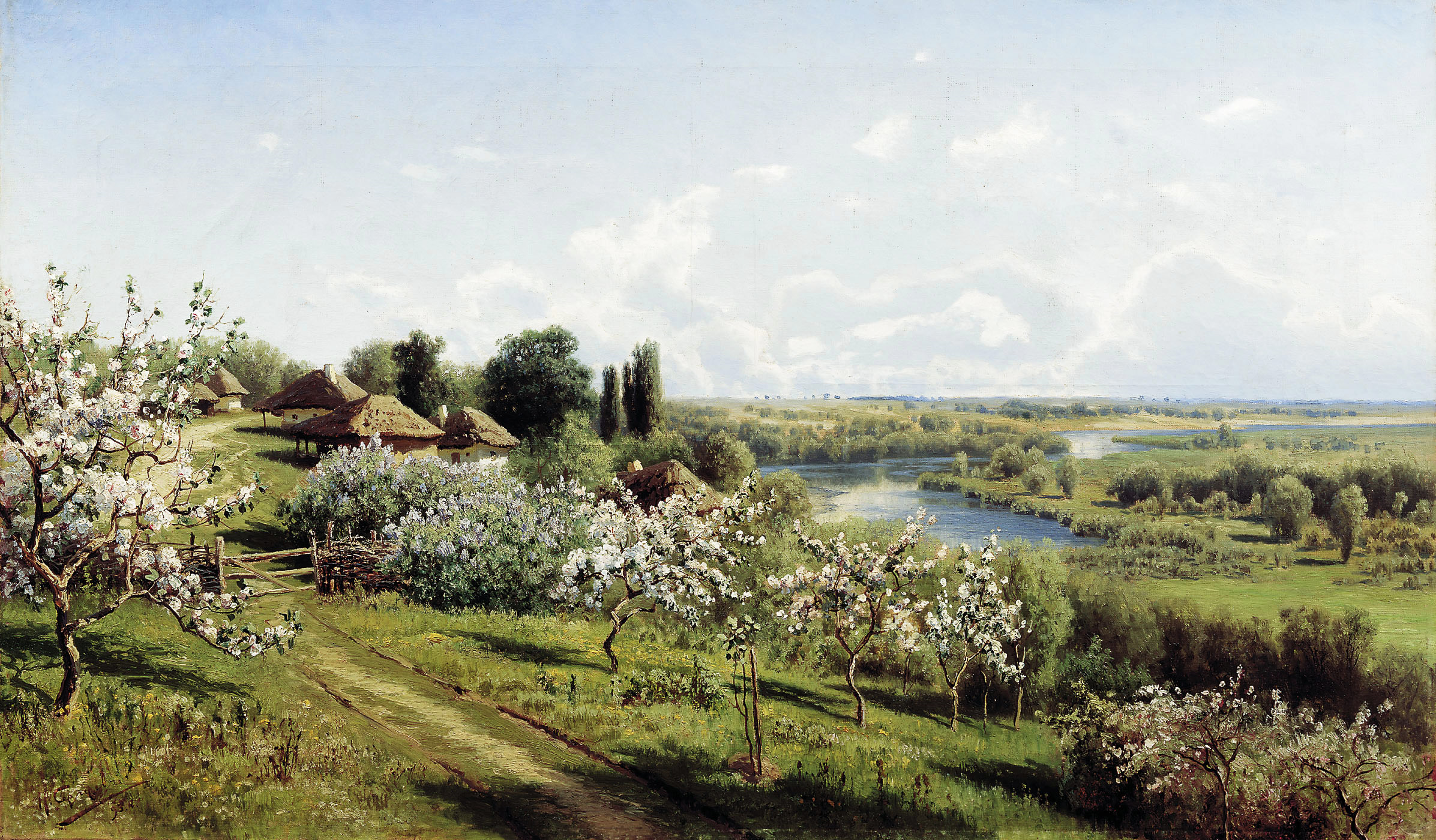
Nikolay Aleksandrovich Sergeyev. "Cây táo ra hoa tại Tiểu Nga." 1895. Tranh sơn dầu trên vải bạt.

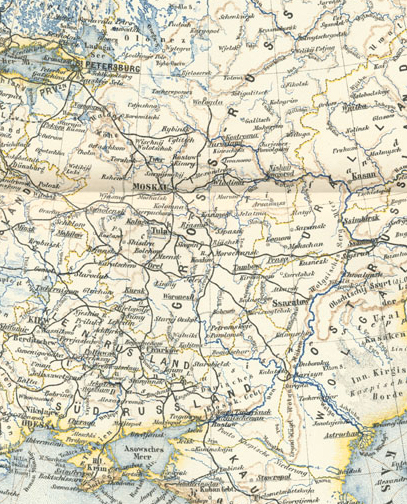
Bản đồ của Đức này mang tên "Lãnh thổ Nga ở châu Âu" (Europäisches Russland) xuất bản trong giai đoạn 1895-1990 bởi Meyers Konversationslexikon sử dụng các từ Klein-Russland và Gross-Russland với nghĩa lần lượt là Tiểu Nga và Đại Nga.

"Quang cảnh ở Tiểu Nga". Ảnh chụp của Sergey Prokudin-Gorsky, khoảng từ năm 1905 đến 1915.